# Comtat de Rapperswil
El comtat de Rapperswil fou una jurisdicció feudal a la moderna Suïssa a Saint Gall. La seva residència original prop d'Altendorf s'esmenta per primer cop el 972 en un diploma d'Otó II a favor del monestir d'Einsiedeln. Els senyors foren advocats d'aquest convent d'Einsiedeln.
El seu ancestre hauria estat Eticó,, casat amb Wil·la. Cap al final del segle XI els comtes van desplaçar el seu poder a l'altre costat del llac i van construir (vers 1200) una nova seu que fou el castell de Neu-Rapperswil (i el castell anterior fou Alt-Rapperswil). Fidels dels Hohenstaufen haurien tingut el suport de l'emperador Frederic II. Durant el segle XIII la vila de Rapperswil va sorgir al costat del castell. Van fundar també els convents de Wurmsbach i de Wettingen. La línia dels comtes de Rapperswil es va extingir el 1283, i l'hereva Elisabet (filla més probablement que vídua del darrer comte) va aportar el castell al seu marit Lluís II d'Homberg, que es va traslladar al castell de Rapperswil, a la vora del llac de Zurich deixant el castell de Neu-Homberg a un batlle; un fill d'Elisabet i Lluís, Werner d'Homberg, un destacat guerrer, va morir el 1289 i Elisabet encara vivia i va conservar el comtat, però a causa de deutes va haver de cedir Rapperswil en penyora (vers 1292) a Rodolf IV d'Habsburg-Laufenburg (+1315) que aspirava a arrabassar aquestos dominis des de la mort de Lluís.
El net de Rodolf IV, Joan II (+1380, fill de Joan I mort el 1337), va participar en la Nit de les Matances de Zurich, el burgmestre de la ciutat va destruir el castell el 1350. El castell fou reconstruït i va passar a Àustria el 1352 i fou residència de batlles austríacs fins al 1442. Els Habsburg van fer importants concessions com l'elecció de burgmestre o batlle, i el dret d'alta i baixa justícia; els confederats no ho veien de bon ull i van atacar la ciutat el 1388 durant 20 dies, en ocasió de l'anomenada guerra de Näfels, però foren rebutjats; després la van atacar dues vegades més (1443 i 1444) durant la guerra de Zurich (1440-1446) la primera vegada 7 dies i la segona 27, però sense èxit. Però el 1460 Rapperswil es va separar d'Àustria i el 1464 va signar un pacte amb la confederació. Rapperswil fou assetjada encara el 1656 per Rodolf Werdmüller durant la primera guerra de Villmergen, però no fou conquerida; el 1712 en la segona guerra de Villmergen, els confederats protectors (Uri, Schwyz, Unterwalden i Glaris) van instal·lar una poderosa guarnició al castell manada per Alexandre Bessler que l'1 d'agost de 1712 va entregar la ciutat al zuriquesos i bernesos que junt amb Glarus es van erigir en els nous protectors.